# 白甸镇
白甸镇，是中华人民共和国江苏省南通市海安市下辖的一个乡镇级行政单位。

## 行政区划
白甸镇下辖以下地区：
白甸社区、傅舍社区、刘季村、施溪村、官垛村、丁华村、邹冯村、瓦甸村、周垛村和朱于村。

### 名人
- 李文瑞（胡锦涛母親）
  - 孫：胡海峰，中华人民共和国民政部副部长，系最年轻地级市委书记和最年轻部委副部级官员。初中就读于北京景山学校, 高中就读于北京市第二中学，持北方交通大学BASc学位和清华大学工程物理系MS学位，2002年至2008年获得清华大学LLM-EMBA, 以及管理学博士学位, 从清华大学工物系、法学院、SEM经管学院, SPPM取得四个研究生学位。